# Kitaro
Kitaro (jap. 喜多郎), eg. Masanori Takahashi (高橋正則), född 4 februari 1953 i Toyohashi, Japan, tonsättare och musiker. Kitaro är en pseudonym som han fick av sina vänner, efter en tecknad TV-figur.

## Biografi
Sin musikaliska gärning inledde Kitaro med att spela Rhythm and blues på el-gitarr i bandet Albatross. Störst musikaltiskt inflytande på honom hade under denna tid Otis Redding.
På 1970-talet gick Kitaro över från el-gitarr till keyboard, och gick med i bandet Far East Family Band. De turnerade världen runt, och Kitaro kom därigenom att möta den tyske elektronmusikern Klaus Schulze (Tangerine Dream).
1976 lämnade han bandet Far East Family Band och reste runt i Asien (Kina, Laos, Thailand, Indien).
Då Kitaro 1977 återkom till Japan, inledde han sin solokarriär. Hans två första album, Ten Kai och From the Full Moon Story hade viss framgång hos älskare av New Age-musik.
Det var dock först i och med att Kitaro gjorde musiken till den japanska TV-serien Silk Road som han fick sitt internationella genombrott.
Kitaros musik är i stor utsträckning instrumental, men sång förekommer, till exempel på albumet Dream (1992), där Jon Anderson sjunger.
2001 fick Kitaro en Grammy för sitt album Thinking of You (1999) i kategorin New Age.